# Xã Otego, Quận Fayette, Illinois
Xã Otego (tiếng Anh: Otego Township) là một xã thuộc quận Fayette, tiểu bang Illinois, Hoa Kỳ. Năm 2010, dân số của xã này là 1.511 người.